# Мортал Комбат (фильм)
«Мо́ртал Ко́мбат» (англ. Mortal Kombat) — американский технофэнтезийный фильм о боевых искусствах, являющийся режиссёрским и продюсерским дебютом Саймона Маккуойда в кино. Фильм основан на одноимённой серии игр, а также является перезапуском киносерии, начатой в 1995 году с ленты «Смертельная битва».
В августе 2015 года на должность одного из продюсеров фильма был назначен Джеймс Ван. В 2016 году в качестве режиссёра был нанят Саймон Маккуойд вместе со сценаристом Грегом Руссо. В феврале 2019 года Руссо объявил о готовности сценария. В мае того же года фильм вышел на стадию предпроизводства.
Фильм должен был выйти в мировой кинопрокат 15 января 2021 года, однако из-за пандемии COVID-19 был отложен на 16 апреля, а затем перенесён на 23 апреля того же года. В России фильм вышел в кинопрокат 8 апреля.

## Сюжет
В Японии XVII века убийцы Лин Куэй во главе с Би-Ханом убивают воинов конкурирующего клана ниндзя Ширай Рю во главе с Ханзо Хасаши вместе с его женой и сыном. Ханзо убивает нападавших, после чего сам гибнет от рук Би-Хана, в результате чего его душа попадает в Преисподнюю. Райдэн, бог грома, прибывает и забирает выжившую малолетнюю дочь Ханзо в безопасное место.
В настоящее время бойцы Внешнего Мира победили воинов Земного Царства, в девяти из десяти турниров, известных как «Мортал Комбат»; если Земное Царство проиграет десятый турнир, оно будет завоёвано Внешним Миром. Однако древнее пророчество гласит, что кровь Ханзо Хасаши объединит новое поколение чемпионов Земного Царства, чтобы предотвратить победу Внешнего Мира. Зная об этом, пожирающий души колдун Шан Цзун, который наблюдал за последними девятью победами, посылает своих воинов убить чемпионов Земного Царства, идентифицированных по знаку дракона, до начала следующего турнира. Один из таких чемпионов, бывший профессиональный боец ММА по имени Коул Янг, подвергается нападению вместе со своей семьёй со стороны Би-Хана, который теперь называет себя Саб-Зиро. Однако майор спецназа Джексон «Джакс» Бриггс спасает Янгов, направляя их на поиски Сони Блейд. Сам Джакс остаётся сражаться с Саб-Зиро, но проигрывает бой и в итоге теряет обе руки, по самые плечи.
Коул добирается до убежища Сони, где она допрашивает пленного австралийского наёмника (и, похоже, по основной профессии — террориста, врага общества)  по имени Кано. Соня рассказывает, что они с Джаксом расследовали существование тайного мистического турнира и что метка дракона перейдет к любому, кто убьёт первоначального носителя. Внезапно их атакует убийца, подосланный Шан Цзуном — разумный прямоходящий ящер Сайзот по прозвищу Рептилия; но Кано убивает его с помощью Коула и Сони. Они отправляются в храм Райдэна и встречаются с нынешними чемпионами Земного Царства Лю Каном и Кун Лао, которые приводят их к Райдэну, критически относящемуся к новичкам. К ним присоединяется Джакс, которого Райдэн спас и снабдил механическими руками. Шан Цзун пытается атаковать храм, но Райдэн защищает его от вторжения магическим барьером. Пока Соня помогает Джаксу восстановиться, Коул и Кано тренируются с монахами, чтобы разблокировать их Арканы, особые силы, уникальные для всех носителей знака дракона.
Во время ссоры Кано пробуждает свою Аркану — способность стрелять лазером из правого глаза. Коул не может сделать этого несмотря на свою настойчивость. Разочарованный Коулом, Райдэн отсылает его обратно к своей семье, одновременно показывая, что он потомок Хасаши. Шан Цзун собирает своих воинов, включая бывшего союзника Кано, Кабала, чтобы напасть на храм. Кабал убеждает Кано предать остальных и разрушить защитный барьер. Во время схватки Джакс пробуждает свою Аркану, которая даёт ему сверхчеловеческую силу и улучшенные руки. Одновременно на Янгов нападает Горо. Коул пробуждает свою Аркану — поглощающие энергию ударов доспехи и пару тонф. Он убивает Горо и помогает отразить нападение на храм. Шан Цзун и Саб-Зиро приходят в ярость, когда Райдэн раскрывает родословную Коула, прежде чем он телепортирует большинство бойцов Земного Царства в Пустоту, безопасное пространство между мирами. Кун Лао, однако, гибнет от рук колдуна, защищая Коула.
Коул предлагает заставить чемпионов Внешнего Мира вступить в единоборство с чемпионами Земного Царства, после чего всем вместе нейтрализовать Саб-Зиро, форсируя турнир, который пытался предотвратить Шан Цунг. Соглашаясь с планом, Райдэн отдаёт Коулу кунай Ханзо, на котором всё ещё есть его кровь, сообщая, что его использование призовёт дух Ханзо сражаться бок о бок с ним. Райдэн переводит Коула и его союзников к их целям. Соня убивает Кано и получает его метку дракона, а также получает способность стрелять фиолетовыми энергетическими шарами в качестве своей Арканы, с помощью которой она убивает Милину. Саб-Зиро похищает семью Коула, чтобы заманить его в бой один на один. Завязывается схватка. Проигрывая её, Коул использует кунай и выпускает Ханзо в качестве мстительного призрака Скорпиона. Признав Коула своим потомком, Скорпион помогает ему победить Саб-Зиро и освободить его семью, прежде чем сжечь Саб-Зиро адским огнём. Поблагодарив Коула за его освобождение и попросив его позаботиться о роде Хасаши, Скорпион уходит, когда прибывают Райден, другие чемпионы и Шан Цзун.
Колдун клянётся отомстить, отправляя тела своих чемпионов обратно во Внешний Мир, прежде чем Райдэн изгонит его. Райдэн заявляет о своём намерении обучить новых воинов в рамках подготовки к турниру и назначает своих нынешних чемпионов для их вербовки. Затем Коул отправляется в Лос-Анджелес на поиски голливудского мастера боевых искусств и кинозвезды Джонни Кейджа.

## В ролях
- Льюис Тан — Коул Янг
- Джессика Макнэми — Соня Блейд
- Джош Лоусон[англ.] — Кано
- Таданобу Асано — Райдэн
- Мекхад Брукс — Джексон Бриггс / Джакс
- Луди Лин — Лю Кан
- Чинь Хань — Шан Цзун
- Джо Таслим — Би Хан / Саб-Зиро[10]
- Хироюки Санада — Хандзо Хасаши / Скорпион
- Макс Хуан — Кун Лао
- Сиси Стрингер — Милина[11]
- Дэниэл Нельсон — Кабал
- Мел Джарнсон — Нитара[12]
- Матильда Кимбер — Эмили Янг
- Лора Брент — Эллисон Янг
- Нейтан Джонс — Рейко

## Производство

### Развитие

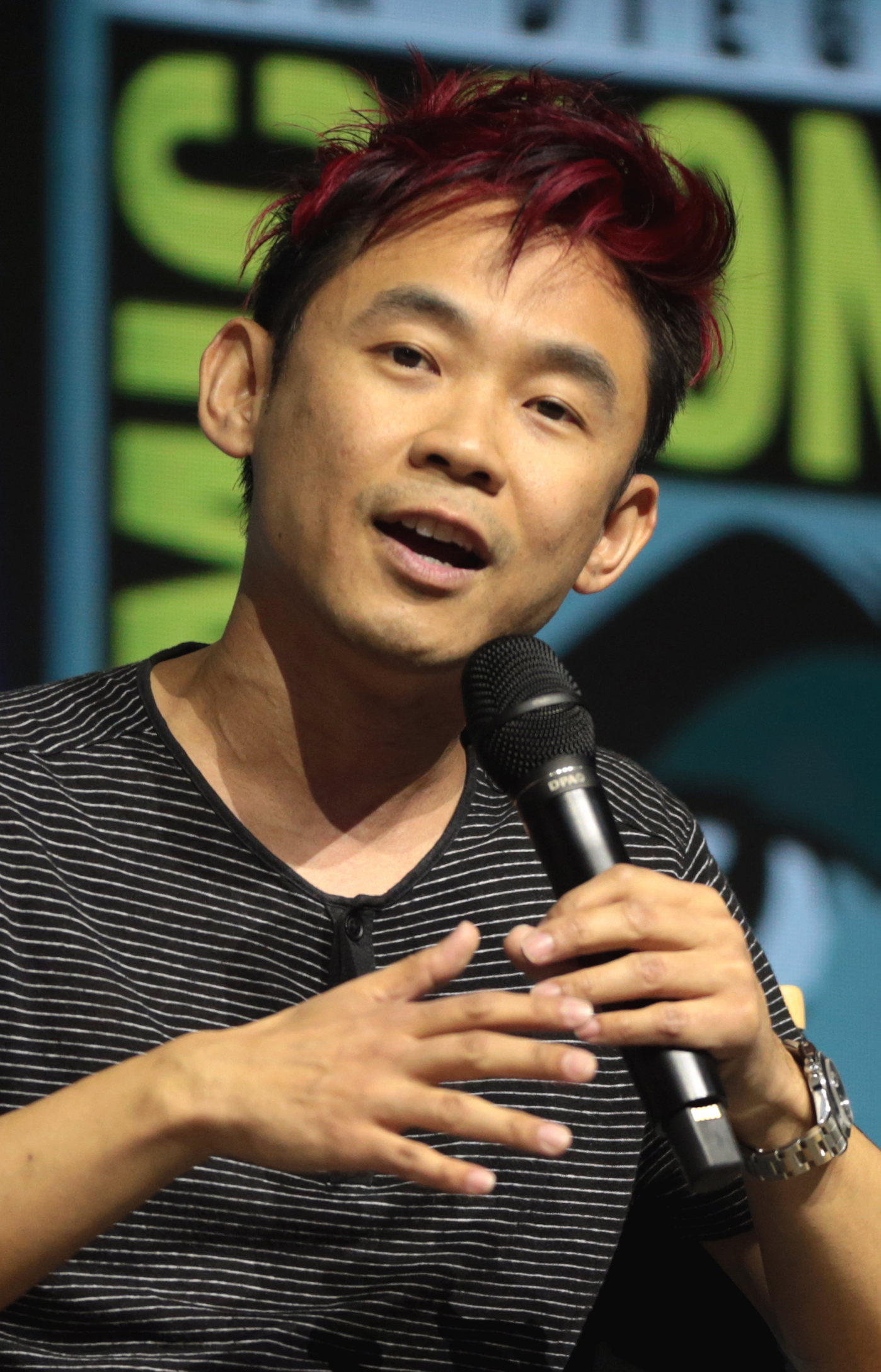
Джеймс Ван выступает в качестве одного из продюсеров фильма

В 2010 году режиссёр Кевин Танчароен выпустил восьмиминутный короткометражный фильм под названием «Смертельная битва: Перерождение», таким образом предлагая Warner Bros. Pictures перезапустить фильм «Смертельная битва». В сентябре 2011 года New Line Cinema и Warner Bros. объявили, что Танчароен был нанят для постановки нового полнометражного фильма по сценарию сценариста «Смертельной битвы: Перерождение» Орена Узиэля с намерением снять фильм с рейтингом «R». Ожидалось, что съёмки фильма начнутся в марте 2012 года, его бюджет будет составлять от 40 до 50 миллионов долларов, а фильм будет выпущен на экраны в 2013 году. Тем не менее проект был в конечном итоге отложен из-за бюджетных ограничений, и Танчароен в ожидании решения проблем с финансами начал работать над вторым сезоном веб-сериала «Смертельная битва: Наследие», однако в октябре 2013 года забросил производство фильма.
Джеймс Ван был подписан в качестве продюсера фильма в августе 2015 года. Саймон Маккуойд был назначен на должность режиссёра в ноябре 2016 года, что ознаменовало его дебют в режиссёрской карьере. Грег Руссо был нанят в качестве сценариста фильма. В феврале 2019 года Руссо написал в Твиттере, что сценарий фильма завершён. В мае 2019 года было объявлено, что съёмки фильма начались и фильм будет снят в Южной Австралии, с датой выхода 8 января 2021 года. В июле 2019 года Руссо написал в Твиттере, что фильм действительно будет иметь рейтинг R и что фаталити из игры «наконец-то появятся на большом экране».

### Актёрский состав
Джо Таслим был первым актёром, сыгравшим для постановки в июле 2019 года, в роли Саб-Зиро. В августе Мехкад Брукс, Таданобу Асано, Сиси Стрингер и Луди Лин сыграли в ролях Джакса, Райдэна, Милины и Лю Кана соответственно. Позже в том же месяце Джош Лоусон, Джессика Макнами, Хан Чин и Хироюки Санада присоединились к ролям Кано, Сони Блейд, Шан Цзуна и Скорпиона соответственно, вместе с Льюисом Таном в неизвестной роли. 16 сентября 2019 года было объявлено, что Макс Хуан исполнит роль Кун Лао. 11 ноября 2019 года Элисса Кадвелл была объявлена на роль Нитары. 4 декабря 2019 года Матильда Кимбер была назначена на неизвестную роль в фильме.

### Съёмочный процесс
Съёмки фильма стартовали 15 сентября 2019 года в Южной Австралии. Съёмки были официально завершены 13 декабря.

### Музыка
Автором фоновой музыки фильма выступил Бенджамин Уоллфиш.

## Маркетинг
18 февраля 2021 года вышел первый трейлер фильма.
В марте того же года компания Universal Pictures International (UPI), занимающаяся кинопрокатом «Мортал Комбат» в России, начала сотрудничество с первой российской лигой кулачных боёв Top Dog FC в целях рекламы фильма. В результате два поединка Top Dog FC, признанные самым зрелищным боем и лучшим нокаутом турнира, были выпущены на YouTube-канале лиги со звуками и надписями из фильма.

## Выход в прокат
Изначально фильм должен был выйти в кинотеатральный прокат США 5 марта 2021 года, но был перенесён с первоначальной даты на 15 января, затем на 16 апреля, а вскоре на 23 апреля того же года. В России фильм вышел на экраны кинотеатров 8 апреля 2021 года.

## Реакция

### Кассовые сборы
«Российская газета», опираясь на данные от Бюллетеня кинопрокатчика, сообщает, что в России уровень предпродаж билетов на фильм достиг 30 миллионов рублей.
За первый уик-энд «Мортал Комбат» собрал 10,7 миллионов долларов из 17 стран. Крупнейшим рынком по продажам стала Россия (6,1 миллионов долларов).

### Видеопрокат
По состоянию на август 2021 года фильм удерживал рекорд сервиса HBO Max по числу просмотров за первые выходные видеопроката — его посмотрели с 3,8 миллионов устройств.

### Отзывы критиков
На сайте-агрегаторе рецензий Rotten Tomatoes фильм имеет рейтинг 53 % со средней оценкой 5,50 из 10 на основе 118 отзывов.
В первые дни после релиза картины рейтинги фильма на различных ресурсах колебались от 3 до 9 баллов. Связано это было с неоднозначным восприятием аудитории самого фильма. Основная претензия зрителей заключалась в обманутых ожиданиях — за счёт масштабной рекламной кампании с акцентом на перезапуск франшизы от зрителей скрыли факт отсутствия самого турнира. В то же время критики отмечают, что из-за массовых переносов блокбастеров в 2021 году ряд претензий к картине в плане визуала или недостаточности боевых сцен несостоятельны, так как лента изначально задумывалась как «фильм категории B», но из-за стараний маркетологов и на фоне отсутствия громких франшиз в релизной сетке прокатчиков многие восприняли картину именно как блокбастер.
Профессиональные критики средне оценили перезапуск вселенной Mortal Kombat, обратив внимание на то, что «большим количеством фансервиса сценаристы закрывали сюжетные дыры и скудность бюджета».
Джейк Коул из Slant Magazine оценил кино в 1 из 4 звёзд и написал, что «фильм кажется чистым фансервисом». Эндрю Вебстер из The Verge отметил, что «играть в Mortal Kombat — жестоко и кроваво, но в то же время весело», а в фильме «отсутствует большая часть последнего». Кристофер Голуб из Entertainment Weekly дал фильму оценку «C» и написал, что в нём было «много жестоких и кровавых убийств».
Евгений Пекло, бывший главный редактор «Игромании» и обозреватель журнала «Мир Фантастики» резко отрицательно отозвался о фильме, отметив отсутствие турнира в фильме, названном в честь Турнира, нелогичность сюжета, скучность локаций, нераскрытие центрального конфликта и плохую постановку боёв.

## Продолжение
Актёр Джо Таслим сообщил, что подписал контракт на четыре продолжения, если перезапуск будет иметь успех.
Соавтор сценария Грег Руссо рассказал изданию Collider, что он рассматривает перезапуск как трилогию, в которой первый фильм будет рассказывать историю до турнира, сюжет второго будет разворачиваться во время турнира, а третьего — после турнира. В январе 2022 года было объявлено о начальном этапе разработки продолжения, сценарий к которому написал Джереми Слейтер. Съёмки сиквела начались в Австралии в июне 2023 года и закончились в сентябре. Режиссёром фильма стал Саймон Маккуойд.